# Gherardo Rangoni (XVI secolo)

Stemma dei Rangoni.

Gherardo Rangoni (... – 1522 circa) è stato un condottiero italiano.

## Biografia
Era figlio di Ugo Rangoni e di Violante Martinengo di Brescia.
Fu nel 1478 al servizio del duca Ercole I d'Este in difesa dei fiorentini contro papa Sisto IV. Nel 1493 accompagnò in Francia Ferrante d'Este per prendere servizio presso il re Carlo VIII e nel 1494 ritornò in Italia con i francesi contro il Regno di Napoli. Nel 1496 gli fu assegnata una condotta di 50 uomini da Firenze, in guerra contro Pisa. Nel 1502 fu tra i gentiluomini incaricati dalla corte di Ferrara di ricevere a Roma Lucrezia Borgia, futura sposa di Alfonso I d'Este. Nel 1506 passò sotto le insegne dell'Esercito Pontificio di papa Giulio II contro i Bentivoglio. Nel 1510 papa Leone X inviò a Modena il cardinal Bibbiena affinché sedasse le due fazioni dei Rangoni, che parteggiavano da una parte per gli Estensi e dall'altra per la Chiesa.
Morì il 28 agosto del 1523 a Roma e là seppellito nella chiesa di Santa Cecilia (così riferisce la versione più completa della "Cronaca Modenese" di Tommasino de Bianchi).

## Discendenza
Gherardo sposò Violante Contrari di Ferrara ed ebbero quattro figli:
- Venceslao (?-1530), sposò Angela Torelli;
- Ginevra (?-1519), sposò Francesco Fogliani Sforza;
- Ercole (?-1572), condottiero al servizio degli Estensi;
- Ugo (1485-1540), vescovo di Reggio Emilia.